# Cristian Presură
Cristian Nicolae Presură (n. 24 mai 1971, Voineasa, România) este un fizician, inventator, autor și cercetător român.

## Biografie
Pasiunea pentru știință începe odată cu intrarea în clasa a V-a, profesorul său de matematică Dragoș Constantinescu îi insuflă o pasiune pentru matematică. Profesorul Constantinescu rămânând mentorul său pe parcursul ciclului gimnazial. La îndrumarea acestuia,  participă la concursuri naționale de matematică, în clasa a VIII-a obținând o mențiune la etapa națională de matematică (1985). Pe parcursul liceului învață la Colegiul Național “Alexandru Lahovari” din Râmnicu Vâlcea unde este într-o clasă de matematică-fizică. 
Este admis în 1990 la Facultatea de Inginerie Electrică, până în 2005 Facultatea de Electrotehnică. În al treilea an de studii îl întâlnește pe profesorul Alexandru Nicolaie, care îi va rămâne mentor pe parcursul studenției sale la Electrotehnică. Îl îndeamnă să citească lucrarea lui Richard Feynman,  Fizica Modernă. Aici descoperă utilitatea și frumusețea matematicii pentru studiul general al fizicii. În 1995 absolvește facultatea ca șef de promoție al secției de Electrofizică. În timpul ultimului an la facultatea de Electrotehnică din București se înscrie și la Facultatea de Fizică a Universității din București. După absolvirea facultății de Electrotehnică se angajează cercetător la Institutul de Fizică Atomică unde este sub îndrumarea profesorului Voicu Lupei. Absolvește Facultatea de Fizică a Universității din București în anul 1998.
În ultimul an la Facultatea de Fizică a Universității din București pleacă printr-un program de burse în Olanda (1997), iar apoi continuă doctoratul la Universitatea din Groningen. În 2003 își susține teza în domeniul opticii fizicii stării solide, cu titlul „Energetics and ordering in strongly correlated oxides as seen in optics”.  În comisia de evaluare a tezei sale de doctorat se află și Prof. dr. Anthony James Leggett, laureat al premiului Nobel pentru Fizică) in 2003 cu care a colaborat în ultimul an. În perioada doctoratului publică articole în reviste de specialitate precum Science, Physical Review, Physical Review Letters și contribuie la publicarea lucrării “Concepts in Electron Correlation". 
În 2003 este angajat cercetător în cadrul diviziei de cercetare a companiei olandeze Philips. Datorită studiilor doctorale în domeniul opticii, în cadrul companiei se specializează pe optică medicală. La câțiva ani după angajare, obține atenția conducerii cu un prototip de senzor optic care măsoară pulsul. Sub îndrumarea companiei, ideea este dezvoltată sub forma primului senzor optic capabil sa măsoare pulsul într-un ceas  Printr-o întelegere cu o companie de ceasuri pentru sportivi, senzorul este adus pe piață în anul 2014.

## Popularizarea fizicii

### Fizica Povestită
Cartea a fost scrisă pe parcursul a 10 ani și a fost principala preocupare a profesorului după lansarea pe piață a patentului de către compania Phillips.  Lucrarea a avut un total de 10 variante, în fiecare an profesorul recitea și restructura varianta precedentă, proces continuat până la varianta finală. Lucrarea este una de specialitate, abordând domeniul fizicii avansate și clasice, într-o manieră mai restrânsă. Capitolul care a ocupat cel mai mult timp și a necesitat o muncă deosebită din partea sa a fost cel legat de mecanica cuantică, urmat de completări și revizuiri conform celor mai recente noutăți la acea vreme (2014). În prezent (2019) ,,Fizică Povestită” este un bestseller, cartea bucurându-se de un număr mare de vânzări, fiind folosită ca și sursă de documentație în unele medii universitare din România.

### O călătorie prin univers. Astrofizica povestită
Este o nouă publicație dedicată astronomiei și spațiului, această nefiind însă una de specialitate, comparativ cu ,,Fizică Povestită ”. Volumul prezintă, prin perspectiva lui Cristian Presură,  modul sau de gândire la vârstă copilăriei, când a descoperit pasiunea pentru știință.

### Care e diferența dintre un copil și un laptop? O călătorie personală prin religie, fizică și neuroștiințe
Într-un interviu pentru Hotnews, fizicianul Cristian Presură spunea că nu e de acord cu perspectiva strict materialistă după care între un copil și un laptop nu e nici o diferență. Politicieni răuvoitori i-au citat trunchiat afirmația, inversând-o și creând în rețelele de socializare o isterie anti-Presură. Această împrejurare a declanșat scrierea cărții de față, mărturie a unui om aflat în căutarea credinței și eșafodaj complex de explicații științifice.
„Durerea și suferința personală mi-au suflat mereu în ureche: poți nega orice, dar nu poți nega faptul că tu simți durerea asta! Desigur, nu pot convinge pe nimeni că „a simți“ depășește limitele materiei, pentru că nu am argumente: este o problemă de credință. Odată acceptată această credință a durerii simțite, alte întrebări decurg în mod natural una din alta. Dacă simt, ar trebui să existe ceva care simte, nu? Dacă da, ce este acel lucru care simte? Este ceva material sau nu? Poate fi localizat procesul de simțire în creier? Au localizat cercetătorii conștiința în creier? De fapt, ce spun ei că este conștiința? Călătoria mea personală către aceste răspunsuri trece, în cartea de față, prin religie, fizică și neuroștiințe.” - Cristian Presură

## Publicații didactice
Fizică. Manual pentru clasa a VI-a, editura Corint
Manualul se bazează pe ideea că ,,cea mai bună cale de a învăța fizica este făcând fizică”. Suita de investigații propuse în manual la rubrica ,,Experimentează” îi angajează pe elevi în a-și pune întrebări, a descoperi, a da răspunsuri. Astfel totul capătă semnificație pentru ei, provocându-i să aplice noile cunoștințe în alte situații, domenii și în propria lor viață.
Metodele și instrumentele tradiționale de evaluare (itemii și testele de evaluare) sunt distribuite echilibrat prin raportare la programa școlară. Pentru fiecare domeniu de conținut sunt propuse câte două teste de evaluare care au în proporții egale itemi obiectivi, subiectivi și semiobiectivi, pentru care sunt oferite și modele de rezolvare.

## Distincții și premii
- Product of the year 2013[8]
- Premiul de cultură Gala Top 100 FP România (2014)
- Laureat al Premiului Academiei Române pentru fizică „Ștefan Procopiu” (2014), pentru lucrarea Fizica povestită[9][10]
- Medalia de onoare a Societății de Științe Matematice din România (2018)[11]
- Premiul acordat de  Radio România Cultural  30/03/2020 la categoria știință pentru cel mai vizionat canal YouTube dedicat fizicii.[12]
- Premiul Leibniz pentru Știință: Cristian Presură (coordonator), Istoria fizicii din România, Bucuresti, Editura Academiei[13]
- Premiul Webstock Awards - ”Best YouTube Creator”, Locul I[14]
- Locul 2 la Best Education Influencer 2024[15]
- Gold Award ca Online Personality of the Year la Premiile Webstock[16]